# Celdoni Guixà
Celdoni Guixà i Alsina (Igualada, 12 de agosto de 1787-5 de julio de 1848) fue un escultor español que combinó el estilo barroco con el nuevo estilo neoclásico, en obras de carácter civil y religioso.

## Biografía
Nació en la plaza de la Font Vella de Igualada, actual plaza del Pilar, sexto hijo de Josep Guixà Plana y Eulàlia Alzina Caresmar. Se formó en la Escuela de la Lonja de Barcelona, donde posteriormente fue profesor de grabado (1840), con el escultor Salvador Gurri como maestro. Tuvo un taller en la calle de Jerusalén de Barcelona. Durante unos años hizo de profesor en las Escuelas Pías de San Antonio, 9 donde fue maestro de Domènec Talarn.
Es autor de la Fuente de Ceres, construida en 1825 e inaugurada el 28 de junio de 1830, una de las fuentes ornamentales más antiguas de Barcelona. Inicialmente estaba situada en el paseo de Gracia con la calle de Provenza, hasta que en 1874 fue trasladada a la plaza del Surtidor, en el Pueblo Seco. Finalmente fue trasladada en 1919 al Mirador del Llobregat de la montaña de Montjuic, con motivo de la Exposición Internacional de Barcelona de 1929. La fuente tiene una columna central en la parte superior, donde está la escultura de Ceres, diosa de la agricultura hija de Saturno, con unas espigas en la mano. La columna está sustentada por cuatro delfines que vierten agua por la boca.
Fue también autor de los ornamentos y las cuatro esfinges de la Fuente de Neptuno (1826), inicialmente situada en el Pla de Palau, y actualmente en la plaza de la Mercè de Barcelona.

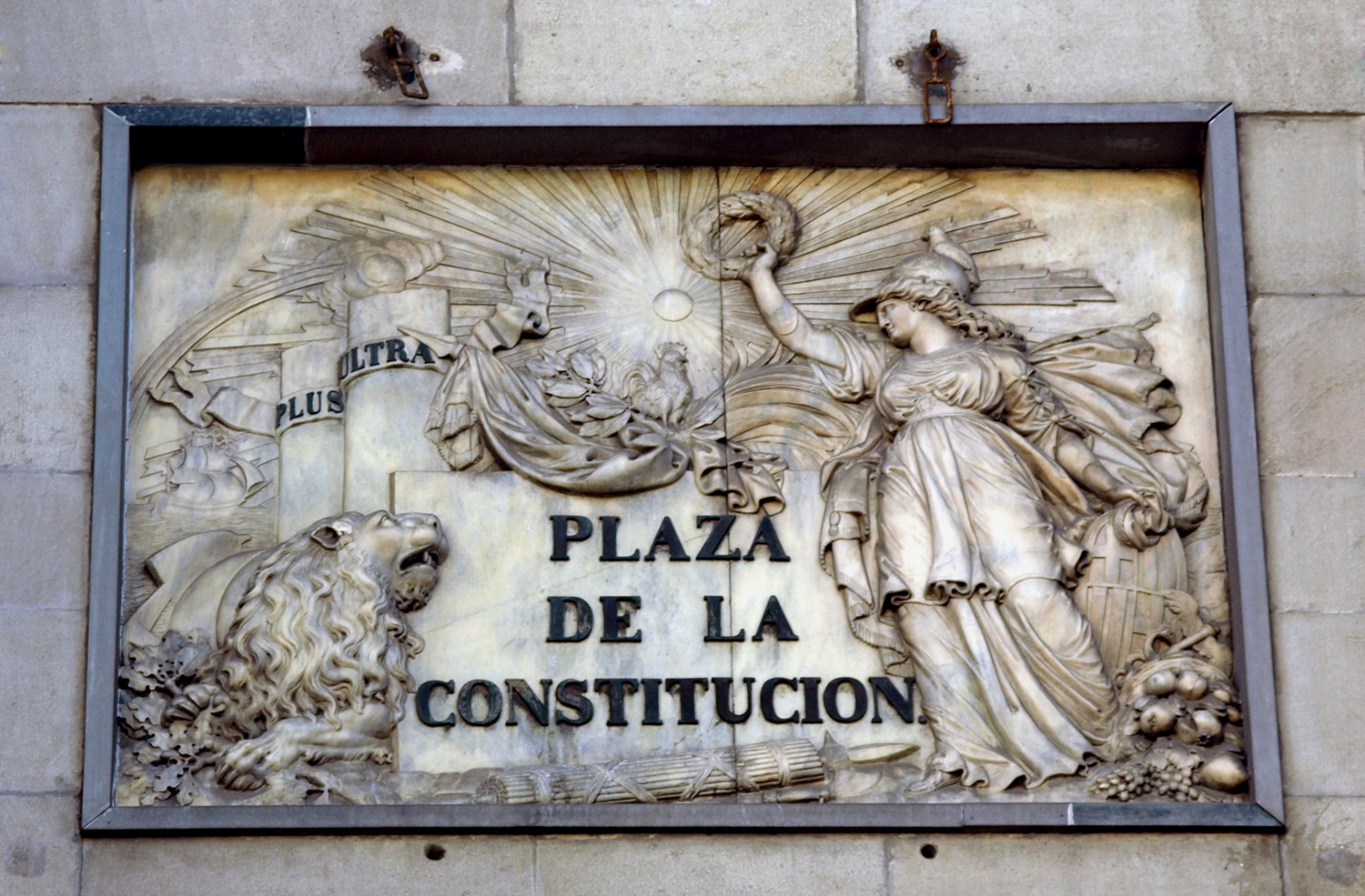
Placa en relieve esculpida por Celdoni Guixà, situada hasta 2013 en la fachada del Ayuntamiento de Barcelona y actualmente en el MUHBA.

En 1840 esculpió una placa en relieve que se colocó en la fachada neoclásica de la Casa de la Ciudad de Barcelona, que se inauguró el 19 de noviembre de 1840 con motivo de la inauguración de la plaza de la Constitución, actualmente llamada plaza de San Jaime, en conmemoración de la Constitución española de 1837. Se hicieron litografías del dibujo de la placa, que fueron repartidas por el periódico El Constitucional. En 2012 el Ayuntamiento decidió retirar la placa, acuerdo que se hizo efectivo al año siguiente. Actualmente esta obra de Guixà se conserva en el Museo de Historia de Barcelona. Guixà también realizó ocho capiteles para la fachada del Ayuntamiento.
En Igualada fue autor de la puerta de acceso al Cementerio Viejo (1817), con dos columnas dóricas que flanquean la entrada, y de diversas esculturas, actualmente desaparecidas, de la iglesia de Santa María, que incluían una Virgen de los Ángeles y una Virgen yaciente. También se le atribuyen en esta ciudad unas imágenes pequeñas que había en las tiendas de "Cal Parera", "Cal Senyor Magí" y la farmacia Bausili.
Trabajó también en la sillería del coro de la iglesia nueva de Montserrat (1829), en los relieves del edificio de los Porxos d'en Xifré (1836), en el grupo escultórico del edificio de les Peixateries, en Mataró, y posiblemente en la Virgen del Alba de Tárrega. También hizo esculturas, hoy desaparecidas, para las iglesias de Santa María del Mar y Santa María del Pino.
En Igualada hay una calle llamada con su nombre.